# Lachesilla corona
Lachesilla corona är en insektsart som beskrevs av Chapman 1930. Lachesilla corona ingår i släktet Lachesilla och familjen kviststövsländor. Inga underarter finns listade i Catalogue of Life.